# Archivio collettivo nazionale dei periodici
El Archivio collettivo nazionale dei periodici (en español Archivo colectivo nacional de periódicos) es el catálogo italiano de publicaciones periódicas administrado por la Universidad de Bolonia y la Biblioteca Central "G. Marconi" del Consejo Nacional de Investigación de Roma. El catálogo contiene descripciones bibliográficas de publicaciones periódicas propiedad de bibliotecas ubicadas en todo el país y cubre todos los sectores disciplinarios. Las bibliotecas participantes actualizan directamente el catálogo mediante un procedimiento en línea.
El proyecto de un archivo colectivo nacional de publicaciones periódicas, identificado por el acrónimo ACNP, fue iniciado en 1972 por el Instituto de Investigación y Documentación Científica (ISRDS) del Consejo Nacional de Investigación (CNR) para satisfacer la necesidad (especialmente sentida por el sistema nacional de investigación científica y la Universidad), de poder localizar publicaciones periódicas en bibliotecas italianas y así obtener acceso a documentos. Gracias a la colaboración de las bibliotecas que se unieron al proyecto, ACNP proporcionó a los medios impresos y electrónicos registros bibliográficos de las publicaciones periódicas, localizó su disponibilidad en el territorio nacional e indicó la posesión relativa de las diversas bibliotecas.
El catálogo, de acceso gratuito, permite:
- Conocer los datos bibliográficos de publicaciones periódicas italianas y extranjeras (tanto en papel como electrónicamente)
- Localizar las bibliotecas que poseen publicaciones periódicas en Italia y, en el caso de documentos digitales, acceder al sitio web del recurso para leer el texto completo
- Consultar los índices de publicaciones periódicas italianas y extranjeras, principalmente de carácter científico.

El catálogo opera en colaboración con el Centro ISSN italiano, ubicado en la Biblioteca Central "G. Marconi", que es responsable de asignar el código de identificación ISSN a las publicaciones periódicas italianas.
Además del catálogo, ACNP proporciona un registro de las bibliotecas participantes que también contiene información detallada sobre los servicios prestados y los métodos de suministro de los documentos. Para garantizar la localización de los documentos, ACNP ofrece la hoja de datos maestros de cada biblioteca con las condiciones para el suministro de los documentos.